# El Quinto
El Quinto és una muntanya de 169 metres que es troba al municipi de Cubelles, a la comarca del Garraf.